# Incala setosa
Incala setosa är en skalbaggsart som beskrevs av Moser 1913. Incala setosa ingår i släktet Incala och familjen Cetoniidae. Inga underarter finns listade i Catalogue of Life.